# Rivalitet i fotboll mellan Brasilien och Uruguay
Rivalitet i fotboll mellan Brasilien och Uruguay sträcker sig till den första matchen mellan de latinamerikanska herrlandslagen Brasilien och Uruguay. Matcherna benämns som Río Negro-klassikern (portugisiska: Clássico do Rio Negro, spanska: Clásico del Río Negro.) Den första matchen mellan lagen spelades den 12 juli 1916 i Buenos Aires i Argentina under Sydamerikanska mästerskapet det året.

## Matcher

### Poängtabell
Lagen har spelat 75 officiella matcher mot varandra sedan 1916. Brasilien har vunnit 34 av dessa möten, Uruguay 20 matcher, medan 21 matcher har slutat oavgjort. Matcher som har fått avgöras med straffsparksläggning räknas som oavgjort.
(Uppdaterad efter resultat fram till 2017-03-23.)
| Lag       | S  | V  | O  | F  | GM  | IM  | MS  | P  |
| --------- | -- | -- | -- | -- | --- | --- | --- | -- |
| Brasilien | 75 | 34 | 21 | 20 | 135 | 97  | +38 | 89 |
| Uruguay   | 75 | 20 | 21 | 34 | 97  | 135 | −38 | 61 |

### 1916–1939
Mellan 1916 och 1939 spelades 13 matcher. Brasilien vann 4, Uruguay vann 6, och 3 matcher slutade oavgjort. Totalt gjordes 39 mål (Brasilien 15, Uruguay 24).
| 1 | 12 juli 1916 | Uruguay                               | 2 – 1   | Brasilien              | SM i fotboll 1916                                                                |                                                                                  |
|   |              | Isabelino Gradín 58′ José Tognola 77′ | (0 – 1) | Arthur Friedenreich 8′ | Estadio GEBA Buenos Aires, Argentina Publik: 15 000 Domare: Carlos Fanta (Chile) | Estadio GEBA Buenos Aires, Argentina Publik: 15 000 Domare: Carlos Fanta (Chile) |
|   |              |                                       |         |                        | Estadio GEBA Buenos Aires, Argentina Publik: 15 000 Domare: Carlos Fanta (Chile) | Estadio GEBA Buenos Aires, Argentina Publik: 15 000 Domare: Carlos Fanta (Chile) |
|   |              |                                       |         |                        | Estadio GEBA Buenos Aires, Argentina Publik: 15 000 Domare: Carlos Fanta (Chile) | Estadio GEBA Buenos Aires, Argentina Publik: 15 000 Domare: Carlos Fanta (Chile) |

| 2 | 18 juli 1916 | Uruguay | 0 – 1 | Brasilien | Träningsmatch       |  |
|   |              |         |       |           | Montevideo, Uruguay |  |
|   |              |         |       |           |                     |  |
|   |              |         |       |           |                     |  |

| 3 | 7 oktober 1917 | Uruguay                                                    | 4 – 0   | Brasilien | SM i fotboll 1917                                                                     |                                                                                       |
|   |                | Héctor Scarone 8′ Ángel Romano 17′, 77′ Carlos Scarone 86′ | (2 – 0) |           | Parque Pereira Montevideo, Uruguay Publik: 21 000 Domare: Germán Guassone (Argentina) | Parque Pereira Montevideo, Uruguay Publik: 21 000 Domare: Germán Guassone (Argentina) |
|   |                |                                                            |         |           | Parque Pereira Montevideo, Uruguay Publik: 21 000 Domare: Germán Guassone (Argentina) | Parque Pereira Montevideo, Uruguay Publik: 21 000 Domare: Germán Guassone (Argentina) |
|   |                |                                                            |         |           | Parque Pereira Montevideo, Uruguay Publik: 21 000 Domare: Germán Guassone (Argentina) | Parque Pereira Montevideo, Uruguay Publik: 21 000 Domare: Germán Guassone (Argentina) |

| 4 | 16 oktober 1917 | Uruguay | 3 – 1 | Brasilien | Träningsmatch       |  |
|   |                 |         |       |           | Montevideo, Uruguay |  |
|   |                 |         |       |           |                     |  |
|   |                 |         |       |           |                     |  |

| 5 | 26 maj 1919 | Brasilien     | 2 – 2   | Uruguay                                 | SM i fotboll 1919                                                                              |                                                                                                |
|   |             | Neco 29′, 63′ | (1 – 2) | Isabelino Gradín 13′ Carlos Scarone 17′ | Estadio das Laranjeiras Río de Janeiro, Brasilien Publik: 23 000 Domare: Robert Todd (England) | Estadio das Laranjeiras Río de Janeiro, Brasilien Publik: 23 000 Domare: Robert Todd (England) |
|   |             |               |         |                                         | Estadio das Laranjeiras Río de Janeiro, Brasilien Publik: 23 000 Domare: Robert Todd (England) | Estadio das Laranjeiras Río de Janeiro, Brasilien Publik: 23 000 Domare: Robert Todd (England) |
|   |             |               |         |                                         | Estadio das Laranjeiras Río de Janeiro, Brasilien Publik: 23 000 Domare: Robert Todd (England) | Estadio das Laranjeiras Río de Janeiro, Brasilien Publik: 23 000 Domare: Robert Todd (England) |

| 6 | 29 maj 1919 | Brasilien                | 1 – 0 (e.fl.) | Uruguay | SM i fotboll 1919                                                                                       | |
|   |             | Arthur Friedenreich 122′ | (0 – 0)       |         | Estadio das Laranjeiras Río de Janeiro, Brasilien Publik: 35 000 Domare: Juan Pedro Barbera (Argentina) | Estadio das Laranjeiras Río de Janeiro, Brasilien Publik: 35 000 Domare: Juan Pedro Barbera (Argentina) |
|   |             |                          |               |         | Estadio das Laranjeiras Río de Janeiro, Brasilien Publik: 35 000 Domare: Juan Pedro Barbera (Argentina) | Estadio das Laranjeiras Río de Janeiro, Brasilien Publik: 35 000 Domare: Juan Pedro Barbera (Argentina) |
|   |             |                          |               |         | Estadio das Laranjeiras Río de Janeiro, Brasilien Publik: 35 000 Domare: Juan Pedro Barbera (Argentina) | Estadio das Laranjeiras Río de Janeiro, Brasilien Publik: 35 000 Domare: Juan Pedro Barbera (Argentina) |

| 7 | 18 september 1920 | Uruguay                                                                                    | 6 – 0   | Brasilien | SM i fotboll 1920                                                                     |                                                                                       |
|   |                   | Ángel Romano 23′, 60′ Antonio Urdinarán 26′ (str.) José Pérez 29′, 65′ Antonio Campolo 48′ | (3 – 0) |           | Valparaíso Sporting Club Valparaíso, Chile Publik: 9 000 Domare: Carlos Fanta (Chile) | Valparaíso Sporting Club Valparaíso, Chile Publik: 9 000 Domare: Carlos Fanta (Chile) |
|   |                   |                                                                                            |         |           | Valparaíso Sporting Club Valparaíso, Chile Publik: 9 000 Domare: Carlos Fanta (Chile) | Valparaíso Sporting Club Valparaíso, Chile Publik: 9 000 Domare: Carlos Fanta (Chile) |
|   |                   |                                                                                            |         |           | Valparaíso Sporting Club Valparaíso, Chile Publik: 9 000 Domare: Carlos Fanta (Chile) | Valparaíso Sporting Club Valparaíso, Chile Publik: 9 000 Domare: Carlos Fanta (Chile) |

| 8 | 23 oktober 1921 | Uruguay             | 2 – 1   | Brasilien | SM i fotboll 1921                                                                                          | |
|   |                 | Ángel Romano 1′, 8′ | (2 – 0) | Zezé 53′  | Estadio Sportivo Barracas Buenos Aires, Argentina Publik: 10 000 Domare: Víctor Cabañas Saguier (Paraguay) | Estadio Sportivo Barracas Buenos Aires, Argentina Publik: 10 000 Domare: Víctor Cabañas Saguier (Paraguay) |
|   |                 |                     |         |           | Estadio Sportivo Barracas Buenos Aires, Argentina Publik: 10 000 Domare: Víctor Cabañas Saguier (Paraguay) | Estadio Sportivo Barracas Buenos Aires, Argentina Publik: 10 000 Domare: Víctor Cabañas Saguier (Paraguay) |
|   |                 |                     |         |           | Estadio Sportivo Barracas Buenos Aires, Argentina Publik: 10 000 Domare: Víctor Cabañas Saguier (Paraguay) | Estadio Sportivo Barracas Buenos Aires, Argentina Publik: 10 000 Domare: Víctor Cabañas Saguier (Paraguay) |

| 9 | 1 oktober 1922 | Brasilien | 0 – 0 | Uruguay | SM i fotboll 1922                                                                                   |  |
|   |                |           |       |         | Estadio das Laranjeiras Río de Janeiro, Brasilien Publik: 23 000 Domare: Servando Pérez (Argentina) |  |
|   |                |           |       |         | |  |
|   |                |           |       |         | |  |

| 10 | 25 november 1923 | Uruguay                         | 2 – 1   | Brasilien | SM i fotboll 1923                                                                                 |                                                                                                   |
|    |                  | Pedro Petrone 56′ Pedro Cea 75′ | (0 – 0) | Nilo 59′  | Estadio Gran Parque Central Montevideo, Uruguay Publik: 20 000 Domare: Servando Pérez (Argentina) | Estadio Gran Parque Central Montevideo, Uruguay Publik: 20 000 Domare: Servando Pérez (Argentina) |
|    |                  |                                 |         |           | Estadio Gran Parque Central Montevideo, Uruguay Publik: 20 000 Domare: Servando Pérez (Argentina) | Estadio Gran Parque Central Montevideo, Uruguay Publik: 20 000 Domare: Servando Pérez (Argentina) |
|    |                  |                                 |         |           | Estadio Gran Parque Central Montevideo, Uruguay Publik: 20 000 Domare: Servando Pérez (Argentina) | Estadio Gran Parque Central Montevideo, Uruguay Publik: 20 000 Domare: Servando Pérez (Argentina) |

| 11 | 6 september 1931 | Brasilien | 2 – 0 | Uruguay | Copa Río Branco 1931      |  |
|    |                  |           |       |         | Rio de Janeiro, Brasilien |  |
|    |                  |           |       |         |                           |  |
|    |                  |           |       |         |                           |  |

| 12 | 4 december 1932 | Uruguay | 1 – 2 | Brasilien | Copa Río Branco 1932 |  |
|    |                 |         |       |           | Montevideo, Uruguay  |  |
|    |                 |         |       |           |                      |  |
|    |                 |         |       |           |                      |  |

| 13 | 19 januari 1937 | Brasilien                                | 3 – 2   | Uruguay                               | SM i fotboll 1937                                                                        |                                                                                          |
|    |                 | Carvalho Leite 36′ Bahia 72′ Niginho 77′ | (1 – 1) | Segundo Villadóniga 1′ Juan Píriz 66′ | Estadio Gasómetro Buenos Aires, Argentina Publik: 35 000 Domare: José Macías (Argentina) | Estadio Gasómetro Buenos Aires, Argentina Publik: 35 000 Domare: José Macías (Argentina) |
|    |                 |                                          |         |                                       | Estadio Gasómetro Buenos Aires, Argentina Publik: 35 000 Domare: José Macías (Argentina) | Estadio Gasómetro Buenos Aires, Argentina Publik: 35 000 Domare: José Macías (Argentina) |
|    |                 |                                          |         |                                       | Estadio Gasómetro Buenos Aires, Argentina Publik: 35 000 Domare: José Macías (Argentina) | Estadio Gasómetro Buenos Aires, Argentina Publik: 35 000 Domare: José Macías (Argentina) |

### 1940–1959
Mellan 1940 och 1959 spelades 25 matcher (14 under 1940-talet, 11 under 1950-talet). Brasilien vann 12, Uruguay vann 8, och 5 matcher slutade oavgjort. Totalt gjordes 96 mål (Brasilien 56, Uruguay 40).
| 14 | 24 mars 1940 | Brasilien | 3 – 4 | Uruguay | Copa Río Branco 1940      |  |
|    |              |           |       |         | Rio de Janeiro, Brasilien |  |
|    |              |           |       |         |                           |  |
|    |              |           |       |         |                           |  |

| 15 | 31 mars 1940 | Brasilien | 1 – 1 | Uruguay | Copa Río Branco 1940      |  |
|    |              |           |       |         | Rio de Janeiro, Brasilien |  |
|    |              |           |       |         |                           |  |
|    |              |           |       |         |                           |  |

| 16 | 24 januari 1942 | Uruguay | 1 – 0 | Brasilien | SM i fotboll 1942   |  |
|    |                 |         |       |           | Montevideo, Uruguay |  |
|    |                 |         |       |           |                     |  |
|    |                 |         |       |           |                     |  |

| 17 | 14 maj 1944 | Brasilien | 6 – 1 | Uruguay | Träningsmatch             |  |
|    |             |           |       |         | Rio de Janeiro, Brasilien |  |
|    |             |           |       |         |                           |  |
|    |             |           |       |         |                           |  |

| 18 | 17 maj 1944 | Brasilien | 4 – 0 | Uruguay | Träningsmatch        |  |
|    |             |           |       |         | São Paulo, Brasilien |  |
|    |             |           |       |         |                      |  |
|    |             |           |       |         |                      |  |

| 19 | 7 februari 1945 | Brasilien | 3 – 0 | Uruguay | SM i fotboll 1945        |  |
|    |                 |           |       |         | Santiago de Chile, Chile |  |
|    |                 |           |       |         |                          |  |
|    |                 |           |       |         |                          |  |

| 20 | 5 januari 1946 | Uruguay | 4 – 3 | Brasilien | Copa Río Branco 1946 |  |
|    |                |         |       |           | Montevideo, Uruguay  |  |
|    |                |         |       |           |                      |  |
|    |                |         |       |           |                      |  |

| 21 | 9 januari 1946 | Uruguay | 1 – 1 | Brasilien | Copa Río Branco 1946 |  |
|    |                |         |       |           | Montevideo, Uruguay  |  |
|    |                |         |       |           |                      |  |
|    |                |         |       |           |                      |  |

| 22 | 23 januari 1946 | Brasilien | 4 – 3 | Uruguay | SM i fotboll 1946       |  |
|    |                 |           |       |         | Buenos Aires, Argentina |  |
|    |                 |           |       |         |                         |  |
|    |                 |           |       |         |                         |  |

| 23 | 29 mars 1947 | Brasilien | 0 – 0 | Uruguay | Copa Río Branco 1947 |  |
|    |              |           |       |         | São Paulo, Brasilien |  |
|    |              |           |       |         |                      |  |
|    |              |           |       |         |                      |  |

| 24 | 1 april 1947 | Brasilien | 3 – 2 | Uruguay | Copa Río Branco 1947      |  |
|    |              |           |       |         | Rio de Janeiro, Brasilien |  |
|    |              |           |       |         |                           |  |
|    |              |           |       |         |                           |  |

| 25 | 4 april 1947 | Uruguay | 1 – 1 | Brasilien | Copa Río Branco 1947 |  |
|    |              |         |       |           | Montevideo, Uruguay  |  |
|    |              |         |       |           |                      |  |
|    |              |         |       |           |                      |  |

| 26 | 11 april 1948 | Uruguay | 4 – 2 | Brasilien | Copa Río Branco 1948 |  |
|    |               |         |       |           | Montevideo, Uruguay  |  |
|    |               |         |       |           |                      |  |
|    |               |         |       |           |                      |  |

| 27 | 30 april 1949 | Brasilien | 5 – 1 | Uruguay | SM i fotboll 1949         |  |
|    |               |           |       |         | Río de Janeiro, Brasilien |  |
|    |               |           |       |         |                           |  |
|    |               |           |       |         |                           |  |

| 28 | 6 maj 1950 | Brasilien | 3 – 4 | Uruguay | Copa Río Branco 1950 |  |
|    |            |           |       |         | São Paulo, Brasilien |  |
|    |            |           |       |         |                      |  |
|    |            |           |       |         |                      |  |

| 29 | 14 maj 1950 | Brasilien | 3 – 2 | Uruguay | Copa Río Branco 1950      |  |
|    |             |           |       |         | Rio de Janeiro, Brasilien |  |
|    |             |           |       |         |                           |  |
|    |             |           |       |         |                           |  |

| 30 | 18 maj 1950 | Brasilien | 1 – 0 | Uruguay | Copa Río Branco 1950      |  |
|    |             |           |       |         | Rio de Janeiro, Brasilien |  |
|    |             |           |       |         |                           |  |
|    |             |           |       |         |                           |  |

| 31                           | 16 juli 1950                 | Uruguay                                 | 2 – 1           | Brasilien  | Världsmästerskapet i fotboll 1950                                                  |                                                                                    |
| 15:00 BRT UTC−3 Huvudartikel | 15:00 BRT UTC−3 Huvudartikel | Juan Schiaffino 66′ Alcides Ghiggia 79′ | (0 – 0) Rapport | Friaça 47′ | Maracanã Rio de Janeiro, Brasilien Publik: 173 850 Domare: George Reader (England) | Maracanã Rio de Janeiro, Brasilien Publik: 173 850 Domare: George Reader (England) |
| 15:00 BRT UTC−3 Huvudartikel | 15:00 BRT UTC−3 Huvudartikel |                                         |                 |            | Maracanã Rio de Janeiro, Brasilien Publik: 173 850 Domare: George Reader (England) | Maracanã Rio de Janeiro, Brasilien Publik: 173 850 Domare: George Reader (England) |
| 15:00 BRT UTC−3 Huvudartikel | 15:00 BRT UTC−3 Huvudartikel |                                         |                 |            | Maracanã Rio de Janeiro, Brasilien Publik: 173 850 Domare: George Reader (England) | Maracanã Rio de Janeiro, Brasilien Publik: 173 850 Domare: George Reader (England) |

| 32 | 16 april 1952 | Brasilien | 4 – 2 | Uruguay | Panamerikanska mästerskapet 1952 |  |
|    |               |           |       |         | Santiago de Chile, Chile         |  |
|    |               |           |       |         |                                  |  |
|    |               |           |       |         |                                  |  |

| 33 | 15 mars 1953 | Brasilien | 1 – 0 | Uruguay | SM i fotboll 1953 |  |
|    |              |           |       |         | Lima, Peru        |  |
|    |              |           |       |         |                   |  |
|    |              |           |       |         |                   |  |

| 34 | 10 februari 1956 | Uruguay | 0 – 0 | Brasilien | SM i fotboll 1956   |  |
|    |                  |         |       |           | Montevideo, Uruguay |  |
|    |                  |         |       |           |                     |  |
|    |                  |         |       |           |                     |  |

| 35 | 24 juni 1956 | Brasilien | 2 – 0 | Uruguay | Copa del Atlántico 1956   |  |
|    |              |           |       |         | Rio de Janeiro, Brasilien |  |
|    |              |           |       |         |                           |  |
|    |              |           |       |         |                           |  |

| 36 | 28 mars 1957 | Uruguay | 3 – 2 | Brasilien | SM i fotboll 1957 |  |
|    |              |         |       |           | Lima, Peru        |  |
|    |              |         |       |           |                   |  |
|    |              |         |       |           |                   |  |

| 37 | 26 mars 1959 | Brasilien | 3 – 1 | Uruguay | SM i fotboll 1959 (Argentina) |  |
|    |              |           |       |         | Buenos Aires, Argentina       |  |
|    |              |           |       |         |                               |  |
|    |              |           |       |         |                               |  |

| 38 | 12 december 1959 | Uruguay | 3 – 0 | Brasilien | SM i fotboll 1959 (Ecuador) |  |
|    |                  |         |       |           | Guayaquil, Ecuador          |  |
|    |                  |         |       |           |                             |  |
|    |                  |         |       |           |                             |  |

### 1960–1979
Mellan 1960 och 1979 spelades 11 matcher. Brasilien vann 7, Uruguay vann 1, och 3 matcher slutade oavgjort. Totalt gjordes 32 mål (Brasilien 24, Uruguay 8).
| 39 | 9 juli 1960 | Uruguay | 1 – 0 | Brasilien | Copa del Atlántico  |  |
|    |             |         |       |           | Montevideo, Uruguay |  |
|    |             |         |       |           |                     |  |
|    |             |         |       |           |                     |  |

| 40 | 7 september 1965 | Brasilien | 3 – 0 | Uruguay | Träningsmatch             |  |
|    |                  |           |       |         | Belo Horizonte, Brasilien |  |
|    |                  |           |       |         |                           |  |
|    |                  |           |       |         |                           |  |

| 41 | 25 juni 1967 | Uruguay | 0 – 0 | Brasilien | Copa Río Branco     |  |
|    |              |         |       |           | Montevideo, Uruguay |  |
|    |              |         |       |           |                     |  |
|    |              |         |       |           |                     |  |

| 42 | 28 juni 1967 | Uruguay | 2 – 2 | Brasilien | Copa Río Branco     |  |
|    |              |         |       |           | Montevideo, Uruguay |  |
|    |              |         |       |           |                     |  |
|    |              |         |       |           |                     |  |

| 43 | 1 juli 1967 | Uruguay | 1 – 1 | Brasilien | Copa Río Branco     |  |
|    |             |         |       |           | Montevideo, Uruguay |  |
|    |             |         |       |           |                     |  |
|    |             |         |       |           |                     |  |

| 44 | 9 juni 1968 | Brasilien | 2 – 0 | Uruguay | Copa Río Branco      |  |
|    |             |           |       |         | São Paulo, Brasilien |  |
|    |             |           |       |         |                      |  |
|    |             |           |       |         |                      |  |

| 45 | 12 juni 1968 | Brasilien | 4 – 0 | Uruguay | Copa Río Branco           |  |
|    |              |           |       |         | Rio de Janeiro, Brasilien |  |
|    |              |           |       |         |                           |  |
|    |              |           |       |         |                           |  |

| 46 | 17 juni 1970 | Brasilien | 3 – 1 | Uruguay | Världsmästerskapet i fotboll 1970 |  |
|    |              |           |       |         | Guadalajara, Mexiko               |  |
|    |              |           |       |         |                                   |  |
|    |              |           |       |         |                                   |  |

| 47 | 25 februari 1976 | Uruguay | 1 – 2 | Brasilien | Copa Río Branco & Copa del Atlántico |  |
|    |                  |         |       |           | Montevideo, Uruguay                  |  |
|    |                  |         |       |           |                                      |  |
|    |                  |         |       |           |                                      |  |

| 48 | 28 april 1976 | Brasilien | 2 – 1 | Uruguay | Copa Río Branco & Copa del Atlántico |  |
|    |               |           |       |         | Rio de Janeiro, Brasilien            |  |
|    |               |           |       |         |                                      |  |
|    |               |           |       |         |                                      |  |

| 49 | 31 maj 1979 | Brasilien | 5 – 1 | Uruguay | Träningsmatch             |  |
|    |             |           |       |         | Rio de Janeiro, Brasilien |  |
|    |             |           |       |         |                           |  |
|    |             |           |       |         |                           |  |

### 1980–1999
Mellan 1980 och 1909 spelades 15 matcher. Brasilien vann 7, Uruguay vann 4, och 4 matcher slutade oavgjort. Totalt gjordes 29 mål (Brasilien 18, Uruguay 11).
| 50 | 27 augusti 1980 | Brasilien | 1 – 0 | Uruguay | Träningsmatch        |  |
|    |                 |           |       |         | Fortaleza, Brasilien |  |
|    |                 |           |       |         |                      |  |
|    |                 |           |       |         |                      |  |

| 51 | 10 januari 1981 | Uruguay | 2 – 1 | Brasilien | Mundialito 1980     |  |
|    |                 |         |       |           | Montevideo, Uruguay |  |
|    |                 |         |       |           |                     |  |
|    |                 |         |       |           |                     |  |

| 52 | 27 oktober 1983 | Uruguay | 2 – 0 | Brasilien | Copa América 1983   |  |
|    |                 |         |       |           | Montevideo, Uruguay |  |
|    |                 |         |       |           |                     |  |
|    |                 |         |       |           |                     |  |

| 53 | 4 november 1983 | Brasilien | 1 – 1 | Uruguay | Copa América 1983   |  |
|    |                 |           |       |         | Salvador, Brasilien |  |
|    |                 |           |       |         |                     |  |
|    |                 |           |       |         |                     |  |

| 54 | 21 juni 1984 | Brasilien | 1 – 0 | Uruguay | Träningsmatch       |  |
|    |              |           |       |         | Curitiba, Brasilien |  |
|    |              |           |       |         |                     |  |
|    |              |           |       |         |                     |  |

| 55 | 2 maj 1985 | Brasilien | 2 – 0 | Uruguay | Träningsmatch     |  |
|    |            |           |       |         | Recife, Brasilien |  |
|    |            |           |       |         |                   |  |
|    |            |           |       |         |                   |  |

| 56 | 16 juli 1989 | Brasilien | 1 – 0 | Uruguay | Copa América 1989         |  |
|    |              |           |       |         | Río de Janeiro, Brasilien |  |
|    |              |           |       |         |                           |  |
|    |              |           |       |         |                           |  |

| 57 | 11 juli 1991 | Brasilien | 1 – 1 | Uruguay | Copa América 1991   |  |
|    |              |           |       |         | Viña del Mar, Chile |  |
|    |              |           |       |         |                     |  |
|    |              |           |       |         |                     |  |

| 58 | 30 april 1992 | Uruguay | 1 – 0 | Brasilien | Träningsmatch       |  |
|    |               |         |       |           | Montevideo, Uruguay |  |
|    |               |         |       |           |                     |  |
|    |               |         |       |           |                     |  |

| 59 | 25 november 1992 | Brasilien | 1 – 2 | Uruguay | Träningsmatch             |  |
|    |                  |           |       |         | Campina Grande, Brasilien |  |
|    |                  |           |       |         |                           |  |
|    |                  |           |       |         |                           |  |

| 60 | 15 augusti 1993 | Uruguay | 1 – 1 | Brasilien | VM-kval 1994        |  |
|    |                 |         |       |           | Montevideo, Uruguay |  |
|    |                 |         |       |           |                     |  |
|    |                 |         |       |           |                     |  |

| 61 | 19 september 1993 | Brasilien | 2 – 0 | Uruguay | VM-kval 1994              |  |
|    |                   |           |       |         | Rio de Janeiro, Brasilien |  |
|    |                   |           |       |         |                           |  |
|    |                   |           |       |         |                           |  |

| 62 | 23 juli 1995               | Uruguay | 1 – 1 (e.fl.) | Brasilien | Copa América 1995   |  |
|    |                            |         |               |           | Montevideo, Uruguay |  |
|    |                            |         |               |           |                     |  |
|    | Straffsparksläggning 5 – 3 |         |               |           |                     |  |

| 63 | 11 oktober 1995 | Brasilien | 2 – 0 | Uruguay | Träningsmatch       |  |
|    |                 |           |       |         | Salvador, Brasilien |  |
|    |                 |           |       |         |                     |  |
|    |                 |           |       |         |                     |  |

| 64 | 18 juli 1999 | Brasilien | 3 – 0 | Uruguay | Copa América 1999  |  |
|    |              |           |       |         | Asunción, Paraguay |  |
|    |              |           |       |         |                    |  |
|    |              |           |       |         |                    |  |

### 2000–2019
| 65          | 28 juni 2000 | Brasilien   | 1 – 1           | Uruguay        | VM-kval 2002                                                                    |                                                                                 |
| 21:40 UTC−3 | 21:40 UTC−3  | Rivaldo 85′ | (0 – 1) Rapport | Darío Silva 5′ | Maracanã Rio de Janeiro, Brasilien Publik: 50 000 Domare: Óscar Ruiz (Colombia) | Maracanã Rio de Janeiro, Brasilien Publik: 50 000 Domare: Óscar Ruiz (Colombia) |
| 21:40 UTC−3 | 21:40 UTC−3  |             |                 |                | Maracanã Rio de Janeiro, Brasilien Publik: 50 000 Domare: Óscar Ruiz (Colombia) | Maracanã Rio de Janeiro, Brasilien Publik: 50 000 Domare: Óscar Ruiz (Colombia) |
| 21:40 UTC−3 | 21:40 UTC−3  |             |                 |                | Maracanã Rio de Janeiro, Brasilien Publik: 50 000 Domare: Óscar Ruiz (Colombia) | Maracanã Rio de Janeiro, Brasilien Publik: 50 000 Domare: Óscar Ruiz (Colombia) |

| 66          | 1 juli 2001 | Uruguay                        | 1 – 0           | Brasilien | VM-kval 2002                                                                          |                                                                                       |
| 16:00 UTC−3 | 16:00 UTC−3 | Federico Magallanes 33′ (str.) | (1 – 0) Rapport |           | Estadio Centenario Montevideo, Uruguay Publik: 61 249 Domare: Hugh Dallas (Skottland) | Estadio Centenario Montevideo, Uruguay Publik: 61 249 Domare: Hugh Dallas (Skottland) |
| 16:00 UTC−3 | 16:00 UTC−3 |                                |                 |           | Estadio Centenario Montevideo, Uruguay Publik: 61 249 Domare: Hugh Dallas (Skottland) | Estadio Centenario Montevideo, Uruguay Publik: 61 249 Domare: Hugh Dallas (Skottland) |
| 16:00 UTC−3 | 16:00 UTC−3 |                                |                 |           | Estadio Centenario Montevideo, Uruguay Publik: 61 249 Domare: Hugh Dallas (Skottland) | Estadio Centenario Montevideo, Uruguay Publik: 61 249 Domare: Hugh Dallas (Skottland) |

| 67          | 19 november 2003 | Brasilien                 | 3 – 3           | Uruguay                                         | VM-kval 2006                                                                      |                                                                                   |
| 21:50 UTC−2 | 21:50 UTC−2      | Kaká 20′ Ronaldo 28′, 87′ | (2 – 0) Rapport | Diego Forlán 57′, 76′ Gilberto Silva 78′ (sjm.) | Pinheirão Curitiba, Brasilien Publik: 28 000 Domare: Horacio Elizondo (Argentina) | Pinheirão Curitiba, Brasilien Publik: 28 000 Domare: Horacio Elizondo (Argentina) |
| 21:50 UTC−2 | 21:50 UTC−2      |                           |                 |                                                 | Pinheirão Curitiba, Brasilien Publik: 28 000 Domare: Horacio Elizondo (Argentina) | Pinheirão Curitiba, Brasilien Publik: 28 000 Domare: Horacio Elizondo (Argentina) |
| 21:50 UTC−2 | 21:50 UTC−2      |                           |                 |                                                 | Pinheirão Curitiba, Brasilien Publik: 28 000 Domare: Horacio Elizondo (Argentina) | Pinheirão Curitiba, Brasilien Publik: 28 000 Domare: Horacio Elizondo (Argentina) |

| 68          | 21 juli 2004 | Uruguay                                                | 1 – 1 (e.fl.)              | Brasilien                               | Copa América 2004                                                                            |                                                                                              |
| 19:45 UTC−5 | 19:45 UTC−5  | Marcelo Sosa 22′                                       | (1 – 0)                    | Adriano 46′                             | Estadio Nacional del Perú Lima, Peru Publik: 40 000 Domare: Marco Antonio Rodríguez (Mexiko) | Estadio Nacional del Perú Lima, Peru Publik: 40 000 Domare: Marco Antonio Rodríguez (Mexiko) |
| 19:45 UTC−5 | 19:45 UTC−5  |                                                        |                            |                                         | Estadio Nacional del Perú Lima, Peru Publik: 40 000 Domare: Marco Antonio Rodríguez (Mexiko) | Estadio Nacional del Perú Lima, Peru Publik: 40 000 Domare: Marco Antonio Rodríguez (Mexiko) |
| 19:45 UTC−5 | 19:45 UTC−5  | Darío Silva Sebastián Viera Omar Pouso Vicente Sánchez | Straffsparksläggning 3 – 5 | Luisão Luís Fabiano Adriano Renato Alex | Estadio Nacional del Perú Lima, Peru Publik: 40 000 Domare: Marco Antonio Rodríguez (Mexiko) | Estadio Nacional del Perú Lima, Peru Publik: 40 000 Domare: Marco Antonio Rodríguez (Mexiko) |

| 69          | 30 mars 2005 | Uruguay          | 1 – 1           | Brasilien   | VM-kval 2006                                                                              |                                                                                           |
| 21:30 UTC−3 | 21:30 UTC−3  | Diego Forlán 48′ | (1 – 0) Rapport | Emerson 67′ | Estadio Centenario Montevideo, Uruguay Publik: 60 000 Domare: Héctor Baldassi (Argentina) | Estadio Centenario Montevideo, Uruguay Publik: 60 000 Domare: Héctor Baldassi (Argentina) |
| 21:30 UTC−3 | 21:30 UTC−3  |                  |                 |             | Estadio Centenario Montevideo, Uruguay Publik: 60 000 Domare: Héctor Baldassi (Argentina) | Estadio Centenario Montevideo, Uruguay Publik: 60 000 Domare: Héctor Baldassi (Argentina) |
| 21:30 UTC−3 | 21:30 UTC−3  |                  |                 |             | Estadio Centenario Montevideo, Uruguay Publik: 60 000 Domare: Héctor Baldassi (Argentina) | Estadio Centenario Montevideo, Uruguay Publik: 60 000 Domare: Héctor Baldassi (Argentina) |

| 70          | 10 juli 2007 | Uruguay                                                                                                  | 2 – 2 (e.fl.)              | Brasilien                                                  | Copa América 2007                                                                               |                                                                                                 |
| 20:50 UTC−4 | 20:50 UTC−4  | Diego Forlán 36′ Sebastián Abreu 69′                                                                     | (1 – 2, 2 – 2) Rapport     | Maicon 13′ Júlio Baptista 41′                              | Estadio José Pachencho Romero Maracaibo, Venezuela Publik: 46 000 Domare: Óscar Ruiz (Colombia) | Estadio José Pachencho Romero Maracaibo, Venezuela Publik: 46 000 Domare: Óscar Ruiz (Colombia) |
| 20:50 UTC−4 | 20:50 UTC−4  | |                            |                                                            | Estadio José Pachencho Romero Maracaibo, Venezuela Publik: 46 000 Domare: Óscar Ruiz (Colombia) | Estadio José Pachencho Romero Maracaibo, Venezuela Publik: 46 000 Domare: Óscar Ruiz (Colombia) |
| 20:50 UTC−4 | 20:50 UTC−4  | Diego Forlán Andrés Scotti Ignacio González Cristian Rodríguez Sebastián Abreu Pablo García Diego Lugano | Straffsparksläggning 4 – 5 | Robinho Juan Gilberto Silva Afonso Diego Fernando Gilberto | Estadio José Pachencho Romero Maracaibo, Venezuela Publik: 46 000 Domare: Óscar Ruiz (Colombia) | Estadio José Pachencho Romero Maracaibo, Venezuela Publik: 46 000 Domare: Óscar Ruiz (Colombia) |

| 71          | 21 november 2007 | Brasilien             | 2 – 1           | Uruguay            | VM-kval 2010                                                                               |                                                                                            |
| 21:45 UTC−2 | 21:45 UTC−2      | Luís Fabiano 45′, 64′ | (1 – 1) Rapport | Sebastián Abreu 9′ | Estádio do Morumbi São Paulo, Brasilien Publik: 70 000 Domare: Héctor Baldassi (Argentina) | Estádio do Morumbi São Paulo, Brasilien Publik: 70 000 Domare: Héctor Baldassi (Argentina) |
| 21:45 UTC−2 | 21:45 UTC−2      |                       |                 |                    | Estádio do Morumbi São Paulo, Brasilien Publik: 70 000 Domare: Héctor Baldassi (Argentina) | Estádio do Morumbi São Paulo, Brasilien Publik: 70 000 Domare: Héctor Baldassi (Argentina) |
| 21:45 UTC−2 | 21:45 UTC−2      |                       |                 |                    | Estádio do Morumbi São Paulo, Brasilien Publik: 70 000 Domare: Héctor Baldassi (Argentina) | Estádio do Morumbi São Paulo, Brasilien Publik: 70 000 Domare: Héctor Baldassi (Argentina) |

| 72          | 6 juni 2009 | Uruguay | 0 – 4           | Brasilien                                                | VM-kval 2010                                                                           |                                                                                        |
| 16:00 UTC−3 | 16:00 UTC−3 |         | (0 – 2) Rapport | Dani Alves 12′ Juan 36′ Luís Fabiano 52′ Kaká 75′ (str.) | Estadio Centenario Montevideo, Uruguay Publik: 52 000 Domare: Saúl Laverni (Argentina) | Estadio Centenario Montevideo, Uruguay Publik: 52 000 Domare: Saúl Laverni (Argentina) |
| 16:00 UTC−3 | 16:00 UTC−3 |         |                 |                                                          | Estadio Centenario Montevideo, Uruguay Publik: 52 000 Domare: Saúl Laverni (Argentina) | Estadio Centenario Montevideo, Uruguay Publik: 52 000 Domare: Saúl Laverni (Argentina) |
| 16:00 UTC−3 | 16:00 UTC−3 |         |                 |                                                          | Estadio Centenario Montevideo, Uruguay Publik: 52 000 Domare: Saúl Laverni (Argentina) | Estadio Centenario Montevideo, Uruguay Publik: 52 000 Domare: Saúl Laverni (Argentina) |

| 73          | 26 juni 2013 | Brasilien             | 2 – 1           | Uruguay            | Fifa Confederations Cup 2013                                                    |                                                                                 |
| 16:00 UTC−3 | 16:00 UTC−3  | Fred 41′ Paulinho 86′ | (1 – 0) Rapport | Edinson Cavani 48′ | Mineirão Belo Horizonte, Brasilien Publik: 57 483 Domare: Enrique Osses (Chile) | Mineirão Belo Horizonte, Brasilien Publik: 57 483 Domare: Enrique Osses (Chile) |
| 16:00 UTC−3 | 16:00 UTC−3  |                       |                 |                    | Mineirão Belo Horizonte, Brasilien Publik: 57 483 Domare: Enrique Osses (Chile) | Mineirão Belo Horizonte, Brasilien Publik: 57 483 Domare: Enrique Osses (Chile) |
| 16:00 UTC−3 | 16:00 UTC−3  |                       |                 |                    | Mineirão Belo Horizonte, Brasilien Publik: 57 483 Domare: Enrique Osses (Chile) | Mineirão Belo Horizonte, Brasilien Publik: 57 483 Domare: Enrique Osses (Chile) |

| 74          | 25 mars 2016 | Brasilien                           | 2 – 2   | Uruguay                            | VM-kval 2018                                                                        |                                                                                     |
| 21:45 UTC−3 | 21:45 UTC−3  | Douglas Costa 1′ Renato Augusto 25′ | (2 – 1) | Edinson Cavani 30′ Luis Suárez 48′ | Arena Pernambuco Recife, Brasilien Publik: 45 010 Domare: Néstor Pitana (Argentina) | Arena Pernambuco Recife, Brasilien Publik: 45 010 Domare: Néstor Pitana (Argentina) |
| 21:45 UTC−3 | 21:45 UTC−3  |                                     |         |                                    | Arena Pernambuco Recife, Brasilien Publik: 45 010 Domare: Néstor Pitana (Argentina) | Arena Pernambuco Recife, Brasilien Publik: 45 010 Domare: Néstor Pitana (Argentina) |
| 21:45 UTC−3 | 21:45 UTC−3  |                                     |         |                                    | Arena Pernambuco Recife, Brasilien Publik: 45 010 Domare: Néstor Pitana (Argentina) | Arena Pernambuco Recife, Brasilien Publik: 45 010 Domare: Néstor Pitana (Argentina) |

| 75          | 23 mars 2017 | Uruguay                  | 1 – 4   | Brasilien                           | VM-kval 2018                                                                               |                                                                                            |
| 20:00 UTC−3 | 20:00 UTC−3  | Edinson Cavani 9′ (str.) | (1 – 1) | Paulinho 18′, 51′, 90+2′ Neymar 74′ | Estadio Centenario Montevideo, Uruguay Publik: 55 676 Domare: Patricio Loustau (Argentina) | Estadio Centenario Montevideo, Uruguay Publik: 55 676 Domare: Patricio Loustau (Argentina) |
| 20:00 UTC−3 | 20:00 UTC−3  |                          |         |                                     | Estadio Centenario Montevideo, Uruguay Publik: 55 676 Domare: Patricio Loustau (Argentina) | Estadio Centenario Montevideo, Uruguay Publik: 55 676 Domare: Patricio Loustau (Argentina) |
| 20:00 UTC−3 | 20:00 UTC−3  |                          |         |                                     | Estadio Centenario Montevideo, Uruguay Publik: 55 676 Domare: Patricio Loustau (Argentina) | Estadio Centenario Montevideo, Uruguay Publik: 55 676 Domare: Patricio Loustau (Argentina) |